# Drapeau du Territoire britannique de l'océan Indien

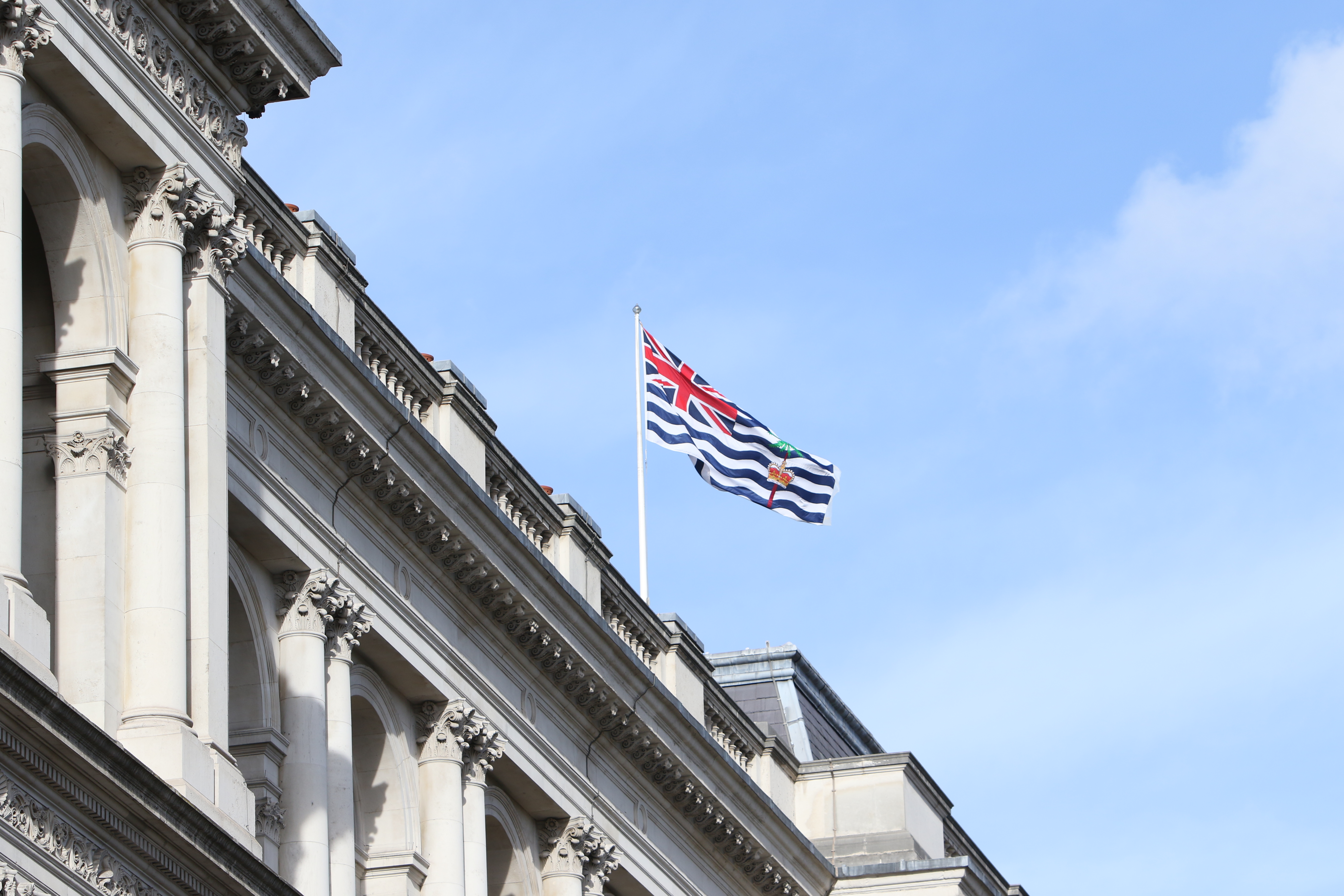
Drapeau au vent

Le drapeau du territoire britannique de l'océan Indien, partie de l'archipel des Chagos placé sous l'autorité du Royaume-Uni, est atypique par rapport à ceux utilisés dans les autres territoires britanniques d'outre-mer car il s'écarte des drapeaux basés sur le Blue Ensign.

## Présentation
Certes, on retrouve le drapeau du Royaume-Uni dans l'angle en haut près du mat. Le fond du drapeau est constitué d'un champ de six vagues bleues sur fond blanc, sans doute représentant l'océan Indien. À droite du drapeau sur le battant, on trouve un palmier, symbole de la flore tropicale, et la couronne de saint Édouard au niveau de la moitié de son tronc ; on retrouve ces motifs dans les armoiries du territoire.

1990-2003

Le drapeau a été adopté le 8 novembre 1990 par la reine Élisabeth II à l'occasion du 25e anniversaire de la création du territoire. On note depuis une petite rectification car à l'origine la couronne était de couleur jaune et unie.
Le drapeau est peu utilisé car l'archipel des Chagos est globalement inhabité sauf l'atoll de Diego Garcia qui est une grande base militaire louée aux États-Unis dont le bail expire en 2036. De plus, tous les Chagossiens ont été expulsés dans les années 1960 vers l'île Maurice ou les Seychelles donc aucun habitant n'est depuis né sur les îles.